# Old Bahama Channel
Old Bahama Channel är ett sund i Kuba. Det ligger i den centrala delen av landet, 400 km öster om huvudstaden Havanna.